# Tomé Varela da Silva
Tomé Varela da Sila (São Jorge dos Órgãos, Santiago (Cap Verd), 1950) és un escriptor, poeta, filòsof i antropòleg capverdià estudiós de la tradició oral i el patrimoni musical de Cap Verd i que s'ha pronunciat a favor de la utilització del crioll capverdià en la literatura. És l'autor de diversos poetes i històries. Les seves obres més importants van ser publicades en les dècades de 1980 i la dècada de 1990
Va ser entrevistat juntament amb Corsino Fortes el 3 de desembre de 2008 a Nós Fora dos Eixos. Fou entrevistat novament a Expresso das Ilhas sobre l'estandardització del crioll capverdià.

## Obres
- Na Bóka Noti (tres toms, col·leccions d'històries, 2008)[3]